# Cylindropuntieae
Cylindropuntieae es una tribu de plantas perteneciente a la familia Cactaceae. El género tipo es: Cylindropuntia (Engelm.) F.M.Knuth, 1930

## Géneros
Comprende 6 géneros aceptados:
- Corynopuntia F.M.Knuth, 1936 (5 spp.)
- Cylindropuntia (Engelm.) F.M.Knuth, 1930 (41 spp.)
- Grusonia F.Rchb. ex Britton y Rose, 1919 (19 spp.)
- Micropuntia Daston, 1947 (1 sp.)
- Pereskiopsis Britton y Rose, 1907 (7 spp.)
- Quiabentia Britton y Rose, 1907 (2 spp.)